# フリオ・バロッソ
フリオ・アルベルト・バロッソ（Julio Alberto Barroso, 1985年1月16日 - ）は、アルゼンチン・ブエノスアイレス州出身の元サッカー選手。現役時代のポジションはディフェンダー。

## 経歴
2005年、U-20アルゼンチン代表として15試合に出場した。同年のFIFAワールドユース選手権に出場し、優勝した。

## 所属クラブ
- AAアルヘンティノス・ジュニアーズ 2003-2004
- ボカ・ジュニアーズ 2005-2010

→ ラシン・クラブ 2006 (loan)
→ ロルカ・デポルティーバCF 2007 (loan)
→ エストゥディアンテス・デ・ラ・プラタ 2007-2008 (loan)
- CDニュブレンセ（スペイン語版） 2010-2011
- CDオヒギンス 2012-2013
- CSDコロコロ 2014-2020
- エベルトン・デ・ビニャ・デル・マール 2021-2023

## タイトル

### クラブ
ボカ・ジュニアーズ
- アルゼンチン・リーグ : 2008-09A

オヒギンス
- チリ・リーグ : 2013-14A

コロコロ
- チリ・リーグ : 2013-14C, 2015A, 2017
- コパ・チレ : 2016
- スーペルコパ・デ・チレ : 2017, 2018

### 代表
U-20アルゼンチン代表
- FIFAワールドユース選手権 : 2005